# Adagio for Strings (canción de Tiësto)
«Adagio for Strings» es una canción del disc-jockey y productor neerlandés Tiësto que fue incluida en el álbum de estudio Just Be. La canción es un cover de la obra musical compuesta por Samuel Barber en 1936.
En 2013, «Adagio for Strings» fue votada por la revista Mixmag como la segunda mejor canción de baile de todos los tiempos.

## Lista de canciones
| Vinilo 12" (Países Bajos) |                                            |          |  |
| N.º                       | Título                                     | Duración |  |
| 1.                        | «Adagio For Strings» (Original LP Version) | 9:33     |  |
| 2.                        | «Adagio For Strings» (Fred Baker Remix)    | 7:09     |  |
| 3.                        | «Adagio For Strings» (Blasterjaxx Remix)   | 6:53     |  |

| CD, Maxisencillo (Alemania) |                                             |          |  |
| N.º                         | Título                                      | Duración |  |
| 1.                          | «Adagio For Strings» (Radio Edit)           | 3:28     |  |
| 2.                          | «Adagio For Strings» (Original LP Version)  | 9:33     |  |
| 3.                          | «Adagio For Strings» (Danjo & Styles Remix) | 11:22    |  |
| 4.                          | «Adagio For Strings» (Phynn Remix)          | 8:18     |  |
| 5.                          | «Adagio For Strings» (Fred Baker Remix)     | 7:09     |  |

| Vinilo 12" (Reino Unido) |                                             |          |  |
| N.º                      | Título                                      | Duración |  |
| 1.                       | «Adagio For Strings» (Danjo & Styles Remix) | 11:24    |  |
| 2.                       | «Adagio For Strings» (Phynn Remix)          | 8:18     |  |

| Sencillo CD (Francia) |                                               |          |  |
| N.º                   | Título                                        | Duración |  |
| 1.                    | «Adagio For Strings» (Radio Edit)             | 3:47     |  |
| 2.                    | «Adagio For Strings» (Original Album Version) | 7:23     |  |

## Posicionamiento en listas
| Lista (2005)                           | Mejor posición |
| -------------------------------------- | -------------- |
| Austria (Ö3 Austria Top 40)            | 54             |
| Finlandia (OFC)                        | 12             |
| Alemania (Media Control AG)            | 41             |
| Irlanda (IRMA)                         | 20             |
| Rumania (Romanian Top 100)             | 47             |
| Escocia (Scottish Singles Sales Chart) | 17             |
| Reino Unido (UK Singles Chart)         | 37             |
| Billboard Hot Dance Singles Sales      | 4              |

## Historial de lanzamientos
| País                    | Fecha                   | Discográfica                    | Formato                            | Catálogo          |
| ----------------------- | ----------------------- | ------------------------------- | ---------------------------------- | ----------------- |
| Francia                 | 31 de enero de 2005     | Independence Records            | Vinilo, 12", disco ilustrado       | IR 0431 V         |
| Francia                 | 31 de enero de 2005     | Universal Licensing Music (ULM) | Vinilo, 12", disco ilustrado       | 982 570-4         |
| Países Bajos            | 14 de abril de 2005     | Magik Muzik                     | Vinilo, 12"                        | Magik Muzik 823-5 |
| Países Bajos            | 14 de abril de 2005     | Magik Muzik                     | Vinilo, 12"                        | Magik Muzik 824-5 |
| Reino Unido             | 11 de abril de 2005     | Nebula                          | Vinilo, 12"                        | NEBT068           |
| Reino Unido             | 11 de abril de 2005     | Nebula                          | Vinilo, 12"                        | NEBTX068          |
| Reino Unido             | 5 de abril de 2005      | Nebula                          | CD, maxisencillo                   | NEBCD068          |
| Reino Unido             | 2005                    | Nebula                          | Vinilo, 12", promo                 | NEBDJ068          |
| Reino Unido             | 27 de diciembre de 2007 | Wrongun                         | Vinilo, 12"                        | WRONGUN004        |
| Alemania                | 14 de abril de 2005     | Kontor Records                  | CD, maxisencillo, edición limitada | Kontor446         |
| Alemania                | 14 de abril de 2005     | Kontor Records                  | Vinilo, 12"                        | Kontor446         |
| Alemania                | 14 de abril de 2005     | Kontor Records                  | Vinilo, 12"                        | Kontor444         |
| Alemania                | 14 de abril de 2005     | Kontor Records                  | Vinilo, 12"                        | Kontor445         |
| Alemania                | 2 de mayo de 2005       | Edel Distribution GmbH          | CD, maxisencillo, edición limitada | 0159815KON        |
| Alemania                | 2 de mayo de 2005       | Edel Distribution GmbH          | Vinilo, 12"                        | 0159815KON        |
| Estados Unidos          | 10 de mayo de 2005      | Nettwerk America                | CD, maxisencillo                   | 0 6700 33252 2 6  |
| Estados Unidos          | 10 de mayo de 2005      | Nettwerk America                | Vinilo, 12"                        | 0 6700 33250 1 1  |
| Estados Unidos          | 10 de mayo de 2005      | Nettwerk America                | Vinilo, 12"                        | 0 6700 33251 1 0  |
| Suecia                  | 2005                    | Playground Music Scandinavia    | CD, promo                          | —                 |
| Australia Nueva Zelanda | 2005                    | Central Station                 | CD, maxisencillo                   | CSR CD5 0475      |
| Italia                  | abril de 2005           | Media Records                   | Vinilo, 12"                        | MR 2020           |
| Fuente:                 |                         |                                 |                                    |                   |